# Hodag

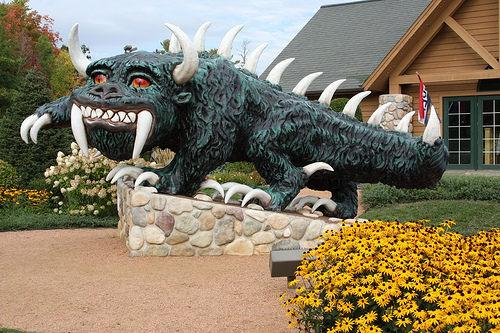
Estatua de un Hodag, animal mítico del estado de Wisconsin.

El Hodag es un animal folclórico del estado de Wisconsin, Estados Unidos. Su historia se centra principalmente en torno a la ciudad de Rhinelander, al norte de Wisconsin, donde se decía que había sido descubierto.

## Orígenes
En 1893 los periódicos informaron del descubrimiento de un Hodag en Rhinelander, Wisconsin. Tenía "la cabeza de una rana, una gigantesca y sonriente cara de un elefante, gruesas piernas cortas terminadas con enormes garras, la parte de atrás de un dinosaurio, y una cola larga con púas al final". Los informes fueron instigados por Eugene Shepard, el dueño de un conocido crucero de madera de Wisconsin y bromista, que incitó a un grupo de personas de la zona a capturar al animal. El grupo reportó que necesitaron usar dinamita para matar a la bestia.
Una fotografía de los restos carbonizados de la bestia fue mostrada a los medios de comunicación. Fue "el más feroz, más extraño y aterrador monstruo que haya puesto sus garras afiladas en la faz de la Tierra. Se extinguió después de que su principal fuente de alimento, los bulldogs blancos, empezó a escasear en la zona."

## Fraude
Shepard dijo haber capturado a otro Hodag en 1896, y este fue capturado vivo. De acuerdo con informes de Shepard, él y varios luchadores colocaron cloroformo en el extremo de un palo largo, que introdujeron en la cueva de la criatura, en donde fue sometida.
Mostró a este Hodag en la primera Feria del Condado de Oneida. Miles de personas vinieron a ver al Hodag en la feria o una chabola en la casa de Shepard. De vez en cuando Shepard conectaba una serie de cables para conseguir que la criatura se moviera.
Cuando los periódicos a nivel local, estatal, y luego a nivel nacional dieron a conocer la historia de la apariencia extraordinaria de este ser vivo, un pequeño grupo de científicos del Smithsonian Institution de Washington D. C. anunció que viajaría a Rhinelander para inspeccionar el aparente descubrimiento. Este anuncio significó el final del suceso, cuando Shepard se vio obligado a admitir que el Hodag era un engaño.

## Consecuencias
El Hodag se convirtió en el símbolo oficial de Rhinelander, Wisconsin, es la mascota de la Escuela Secundaria Rhinelander, y presta su nombre a numerosas empresas y organizaciones del área de Rhinelander. El sitio web oficial de la ciudad llama a Rhinelander "La casa del Hodag". Una escultura de fibra de vidrio del Hodag, creada por un artista local, se encuentra en los terrenos de la Cámara de Comercio de Rhinelander, donde atrae a miles de visitantes cada año. El Hodag también presta su nombre e imagen al Hodag Country Festival, un festival anual de música country, uno de los eventos más grandes de la comunidad de Rhinelander; atrae a más de 40.000 personas por año y allí se han presentado artistas como tales como Neal McCoy, Big Little Town, Kellie Pickler y Reba McEntire. El equipo de la Universidad de Wisconsin para hombres es conocido como los Hodags.
El Hodag fue utilizado como un villano en un episodio de la serie animada Scooby-Doo! Mystery Incorporated, titulado "El Hodag del horror". El episodio se estrenó en Gran Bretaña en junio de 2012, antes de aparecer en los Estados Unidos en Cartoon Network en julio de 2012.